# 龙山区 (辽源市)
龙山区是吉林省辽源市下辖的一个市辖区。辖18个社区、1乡、1镇和1个工业开发区，其中城区辖18个社区，工农乡辖10个村，寿山镇辖18个村，是辽源市的中心城区，市委、市政府和省级辽源经济开发区均座落在区内，是全市的政治、经济、文化、交通和商贸中心。设立于1983年12月22日，面积236平方公里。

## 行政区划
龙山区下辖8个街道办事处、1个镇、1个乡：
南康街道、北寿街道、东吉街道、西宁街道、站前街道、新兴街道、福镇街道、向阳街道、辽源民营经济开发区、寿山镇和工农乡。

## 历史沿革
1983年8月，根据国务院决定，实行市管县（区）体制。同年12月22日，根据吉政函（1983）423号文件《关于四平市、辽源市区级机构设置的通知》精神，拟建红旗区。1984年3月16日，龙山区人民政府正式成立，为正县级建制。
2000年，龙山区辖8个街道、2个乡：东吉街道、西宁街道、南康街道、北寿街道、站前街道、向阳街道、福镇街道、新兴街道、山湾乡、工农乡。根据第五次人口普查数据：全区总人口283045人，其中：南康街道 45252人、北寿街道 28791人、东吉街道 32541人、西宁街道 20326人、站前街道 21437人、新兴街道 22264人、福镇街道 25902人、向阳街道 33745人、工农乡 33331人、山湾乡 19456人。
2003年以来，辽源市进行行政区划调整：将东辽县寿山镇划归龙山区管辖，寿山镇并入山湾乡（山湾乡更名为寿山镇）。2009年底，龙山区辖寿山镇、工农乡、东吉街道、西宁街道、南康街道、北寿街道、站前街道、向阳街道、福镇街道、新兴街道。2009年末，龙山区幅员面积236平方千米，其中寿山镇154平方千米，工农乡62.4平方千米，城区（八个街道）19.6平方千米，总人口29.7万。
2012年6月，撤销八个街道，取消这一层级，合并原有各街道下辖的27个社区，成立18个新社区。

## 人口民族
根據第七次人口普查數據，截至2020年11月1日零時，龍山區常住人口為327079人。

## 自然地理

### 境域
龙山区位于风景秀丽的东辽河畔，地理坐标为东京124°59'，北纬42°29' ，幅员236平方公里，属半湿润中温带大陆性气候，四季分明，气候宜人。地处长白山余脉向松嫩平原的过度地带，土质肥沃，资源丰富，森林覆盖率达到28％。地下矿产资源丰富，有原煤、石灰石、花岗岩等。辖区内大小河流交错，有东辽河、梨树河、渭津河纵横交错。市直主要党政机关、学校、市属重要的工商企业、文化团体以及繁华的商业区均坐落于此。
龙山区最东端位于寿山镇卫国村、热闹村、福山村、黑牛村、礼让村；工农乡王家村、大良村东端与东辽县为界。最西端为站前街、工农乡建新村西端与东辽县为界。最南端为工农乡村后村、王家村、苇塘村南端与东辽县为界。最北端为北寿街北端（以原四百货商场转盘道为界），站前街北端与西安区为界；寿山镇朝阳村北端和六间村与东辽县为界。龙山区东西宽14.7千米，南北长22.1千米，幅员面积现为236平方千米。其中城区幅员面积为19.6平方千米，工农乡幅员面积为62.4平方千米，寿山镇幅员面积为154平方千米。

### 自然环境
辽源市龙山区地处东辽河流域，地质构造较为复杂，地质基础为古代地质，以片岩、板岩和片麻岩为主。而中生代和新生代的地质以砂砾岩、灰岩和安山岩为主。在地质历史演变过程中，经加里东期、华力西期和燕山造山活动，各类花岗岩露出地表，构成流域的山体主体。
龙山区地貌以低山丘陵为主，主要地貌类型有低山、丘陵（包括高丘和低丘陵）、台地（包括河流高阶地）、河谷平地和沟谷地等。区域总的地势起伏不大，大体上是东南高，西北低，最高海拔479米，最低海拔214米。低山和丘陵地表形态多为平缓的圆形、长形的山垄及山岭缓坡，并有少部分的陡崖或微崖。地表大部分为松散覆盖层，仅有少部分基石裸露。区域内山多林少，水土流失严重。
长白山分支吉林哈达岭余脉由东延入，向西南及北延伸，形成两条较高的丘陵低山、山脊。境内主要山峰有：南大望山（479米）、马屁股山（399米）、大架山（371米）、大旗杆山（350米）、马鞍山（320米）、圆号张山（340米）、龙首山（330米）、栾家山（320米）等。
龙山区属于半湿润、中温带大陆性季风气候，一年四季分明。3～5月为春季，冷暖交替，天气变化剧烈，干燥多风；6～8月为夏季，高温多雨；9～10月为秋季，温凉短暂；从11月至翌年2月为冬季，严寒漫长。冻结期从10月开始至来年的5月，最大结冻深度为217厘米。历年平均气温为6.20C。

### 自然资源

#### 土地资源
龙山区现占地总面积为222600亩。其中城区占地面积为20400亩，占总面积为9.2%；耕地面积为60915亩，占总面积为27.4%；林地面积为25620亩，占总面积为11.6%；其它用地面积为115065亩，占总面积为51.8%。

#### 水资源
东辽河、梨树河、渭津河、半截河、仙人河、太平河、龙庙河均贯穿于龙山区境内；位于南环路和福镇路交汇处斜索拉桥下设有拦河闸；区境内还有大良、兴国、国庆、东升等7座水库，面积为210公顷。总容量为10427万立方米。

#### 动物资源
龙山区的动物主要有兽类和鸟类，此外还有鱼类和昆虫类。
兽类主要有：狼、狐狸、獾、黄鼠、松鼠、老鼠、刺猬、野兔、梅花鹿、狍子等。
鸟类主要有：鸳鸯、雀鹰、飞龙、鹌鹑、啄木鸟、喜鹊、黄鹂、水鸭子、雁、苍鹰、雉鸡、杜鹃、乌鸦、麻雀、布谷鸟、鹁鸽、燕子、蝙蝠、猫头鹰等。
鱼类主要有：链鱼、草鱼、鲤鱼、鲫鱼、金鱼、船丁、泥鳅、鲶鱼、河虾、老头鱼等。
昆虫主要有：苍蝇、蚊子、蜘蛛、蝴蝶、蜻蜓、蚂蚱、地喇古、土鳖、屎壳郎、青蛙、蟾蜍、刀朗、柞蚕、蟋蟀、蝈蝈、瞎眼蠓、草虫、串虫等。
花草主要有：紫丁香、白丁香、夜来香、美人蕉、芍药、百合、月季等。